# Monte Cinto (Delos)
El Monte Cinto (en griego en griego antiguo: Κύνθος, romanizado: Kýnthos, en latín: Cynthus) se encuentra en la isla de Delos que pertenece a las islas Cícladas griegas en el mar Egeo. Es el punto más alto de la isla, con una altura de 112 metros.
En el Monte Cinto podemos encontrar el Filadelfión, el Samotraceón, la Casa de Hermes, la Casa de Inopo, el Templo de los dioses egipcios, el Santuario de Zeus y Atenea, la Cueva de Cinto, el Templo de Isis, el Santuario de los dioses sirios o el Templo de Hera.

## Mitología
En la mitología griega, Leto dio a luz a Apolo y Artemisa en esta isla, después de haber sido rechazada por Hera, la esposa de Zeus, que estaba extremadamente celosa de su relación con Leto. Los dos dioses llevan respectivamente los epítetos de Cintio y Cintia (este último finalmente se convirtió en un nombre femenino, todavía vigente en los países de habla inglesa y otros países occidentales) El sobrenombre Cintia también se aplicó a Selene, diosa de la luna, debido a su estrecha asociación con Artemisa, así como a la diosa Diana, la contraparte romana de Artemisa.
Como centro de las islas Cícladas (‘circulares’) del Egeo, el monte Cinto ofrece magníficas vistas de las islas más interiores: Tenos, Miconos, Naxos, Paros, Siros y Renea.
En los tiempos modernos, esta isla es un importante sitio arqueológico y un lugar turístico.

## Historia
En la cima de la montaña hubo un asentamiento de la Edad del Bronce a finales del 2000 a. C., el más antiguo conocido en la isla. En el yacimiento se han encontrado restos de viviendas de esa época, así como diversos artefactos. Había decenas de pequeñas viviendas alrededor de la cima, a unos 4 metros por debajo de ella. El asentamiento fue abandonado, como muy tarde, en el 1000 a. C.
En el punto más alto de la montaña se construyó un asentamiento en el año 600 a. C. El santuario de Zeus Cinto y Atenea, o Kyntheion, sus ruinas, aún en pie, datan principalmente del 200 a. C. En la ladera occidental de la montaña se encuentran la Cueva de Cinto, que incluía el santuario de Heracles, y el santuario de Agate Tique. Más abajo, en la ladera occidental, hay una extensa zona de santuarios, que incluía el templo de Hera y un gran número de santuarios de cultos, especialmente importados del extranjero, como varios serapeums con templos dedicados a dioses egipcios y el Santuario de los dioses sirios.
La cima de la montaña fue el primer lugar de Delos donde se realizaron excavaciones arqueológicas, cuando comenzaron en 1873. Las excavaciones continuaron en 1913, y en 1916 se encontró un asentamiento prehistórico, que finalizaron en 1921.

## Descripción
El Monte Cinto es una formación de granito expuesto que alcanza una altura de entre 121,9 y 152,4 metros. Se cree que fue el centro neurálgico de una ciudad antigua, rodeado por muros. A lo largo de sus laderas, se pueden hallar numerosos trozos de mármol blanco, mientras que en la cúspide yacen los cimientos y vestigios de una imponente construcción de estilo jónico. Antiguamente, existían dos series de escalinatas que permitían el acceso a su cumbre, ubicadas en los lados norte y oeste. En el lado oeste, se encuentra una puerta vetusta cuyo dintel está compuesto por dos grandes piedras dispuestas en un ángulo amplio, generando una altura de tan solo 1,3 metros sobre una distancia de 4,9 metros.

## Teatro
El teatro estaba ubicado en la base oeste del monte Cinto, enfrentando a Renea y cerca de la Estoa de Filipo. Sus lados estaban reforzados con muros de mármol blanco, construidos con una mampostería excepcionalmente fina y presentaban un diseño inusual con dos extensiones cerca de la zona de la orchestra. Esto permitía que las filas inferiores de asientos se extendieran más allá del diseño semicircular habitual, ofreciendo así espacios adicionales para los espectadores en los lugares más codiciados. El diámetro total del teatro, considerando solo las extensiones, era de 57,0 metros. Aunque todos los asientos de mármol han sido removidos, muchas de las piedras que servían de base para estos aún permanecen en su lugar.
Inmediatamente debajo del teatro, en la orilla, se encuentran las ruinas de una estoa, cuyas columnas eran de granito. En un pequeño valle que conduce a la cima del monte Cinto, dejando el teatro a la izquierda, se pueden observar numerosas ruinas de casas antiguas; y encima de ellos, en un nivel al pie del pico, hay un muro de mármol blanco, que parece haber sido la celda de un templo. Aquí se encuentra un altar, en el que está inscrita una dedicatoria a Isis por uno de sus sacerdotes, Ctesipo, hijo de Ctesipo de Quíos. Como muchas otras que quedan tanto en esta isla como en Renea, está adornada con cabezas de toro y festones. Otro fragmento de una inscripción menciona a Serapis, y como ambos estaban casi en el mismo lugar en que Spon y Wheler encontraron otro en el que se nombraba a Isis, Anubis, Harpócrates y los Dioscuros, es muy probable que los restos de mármol blanco pertenecieran a un templo de Isis. Entre ellos se encuentra una porción de un gran eje perforado por la mitad, 4,16 pies (1,3 m) de diámetro; y hay otro del mismo tipo, 5,66 pies (1,7 m) de diámetro, a mitad de camino del pico del monte Cinto.